# Stade Numa-Daly Magenta
Stade Numa-Daly Magenta is een stadion in Nouméa, Nieuw-Caledonië. Er kunnen meerdere sporten worden beoefend, maar het wordt vooral gebruikt voor voetbalwedstrijden.  Er kunnen zo'n 16.000 toeschouwers in het stadion. Het wordt tegenwoordig gebruikt voor de thuiswedstrijden van het Nieuw-Caledonisch voetbalelftal.
In dit stadion werd in 2011 tijdens de Pacific Games, het onderdeel voetbal voor de mannen, gespeeld.